# 탈과립

비만 세포에서 탈과립화 과정의 모식도. 이는 각각 1: 항원, 2: IgE, 3: FcεR1, 4: 미리 형성된 매개체(히스타민, 프로테아제, 케모카인, 헤파린), 5: 과립, 6: 비만 세포, 7: 새로 형성된 매개체(프로스타글란딘, 류코트리엔, 트롬복산, 혈소판 활성화 인자)이다.

탈과립(degranulation)은 일부 세포 내부에서 발견되는 과립이라고 하는 분비 소포로부터 항균성 세포독성 또는 기타 분자를 방출하는 세포 과정이다. 과립구(호중구, 호염기구, 호산구)와 비만 세포를 포함하여 면역계에 관여하는 여러 다른 세포에서 사용된다. 또한 자연 살해 세포 및 세포독성 T세포와 같은 특정 림프구에 의해 사용되며, 이들의 주요 목적은 침입하는 미생물을 파괴하는 것이다.

## 비만세포
항원은 비만 세포 표면의 고친화성 Fc 수용체에 이미 결합된 IgE 분자와 상호작용하여 세포 내 티로신인산화효소의 활성화를 통해 탈과립을 유도한다. 비만 세포는 세포질 과립에서 히스타민, 프로테오글리칸, 세로토닌, 세린단백질분해효소를 포함한 화합물 혼합물을 방출한다.

## 호산구
유사한 기전으로 활성화된 호산구는 대형 기생충에 결합된 Fc 수용체와 IgE 분자 사이의 상호작용에 따라 주요 염기성 단백질이나 과산화 효소 같은 미리 형성된 매개체를 방출한다.

## 호중구
호중구에는 함량과 조절의 차이를 나타내는 4가지 종류의 과립이 존재한다. 분비 소포는 탈과립에 의해 내용물을 방출할 가능성이 가장 높으며 젤라티네이스 과립, 특정 과립, 아주르친화성 과립이 그 뒤를 잇는다.

## 세포독성 T세포와 NK 세포
세포독성 T세포와 NK 세포는 감염된 표적 세포를 죽이기 위해 지시된 세포외유출 과정에 의해 퍼포린, 그랜자임과 같은 분자를 방출한다.

## 같이 보기
- 비만세포
- 호산구
- 호중구
- 세포독성 T세포
- NK세포